# 麟 (織田信長の花押)

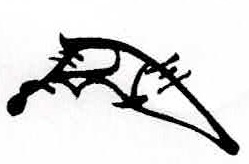
織田信長の「麟」字型花押

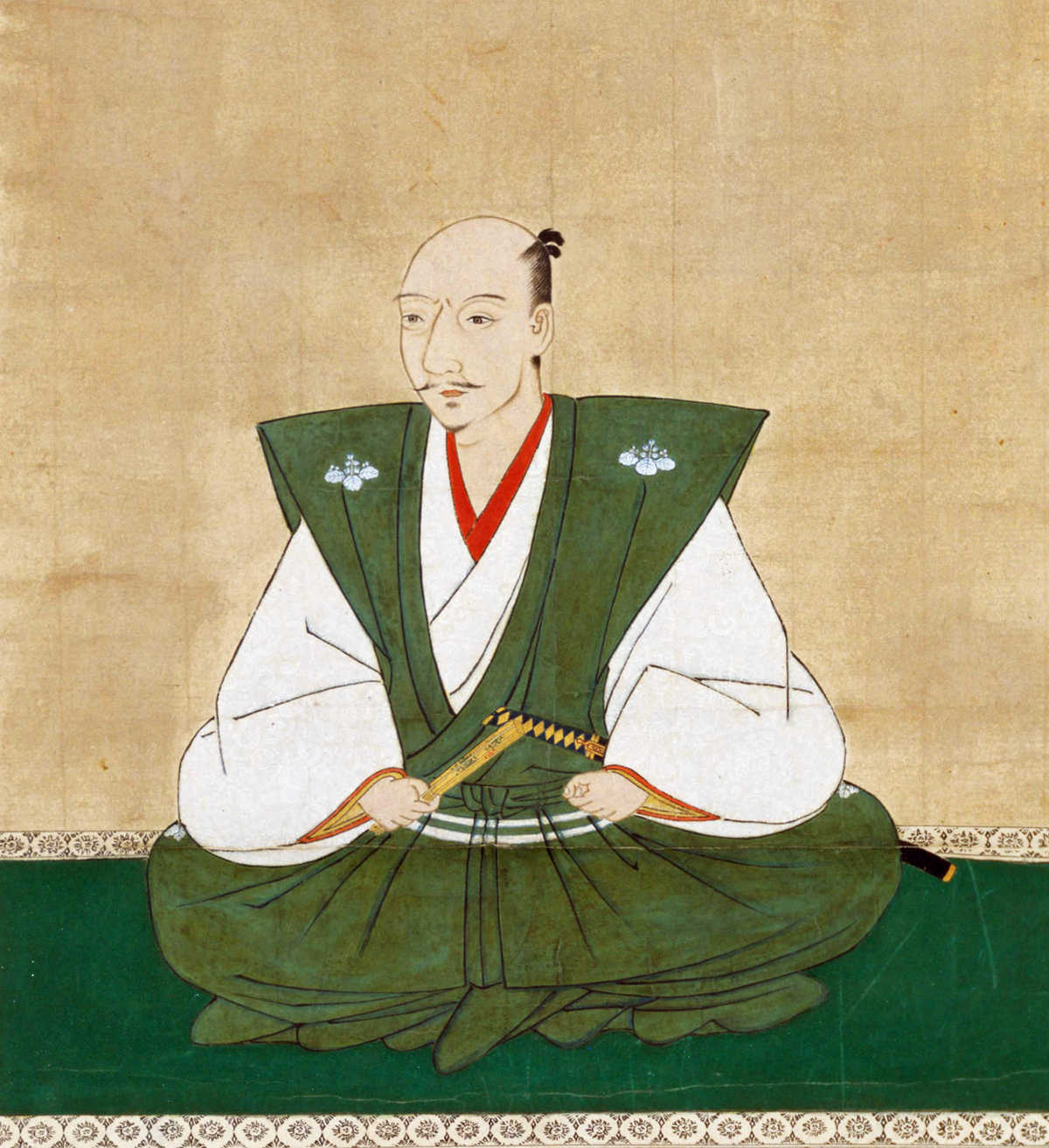
織田信長像（長興寺蔵）

織田信長は、永禄8年（1565年）9月頃から文書に麟（りん）の字をかたどった花押を使用するようになった。
この花押は中国由来の伝説上の生物である「麒麟」を意味するとされるが、麒麟は正しい政治が行われている世にしか現れない生物であると中世日本でも信じられていた。そして、この「麟」字型花押が使われはじめるきっかけとなったのは、室町幕府将軍・足利義輝の非業の死（永禄の変）であった。このような背景から、この花押は平和社会の実現を目指した信長の理想を示すものだと解釈されている。
上の解釈は定説となり、織田信長に関する多くの論文で注目されてきた。しかし、同説には様々な異論も存在し、例えば、「麟」の字ではなく「信長」の字を表しているとする説、あるいは足利様の花押との連続性があるとする説、平和社会実現の主体を信長自身ではなく足利義昭とみる説などがある。

## 使用の経緯

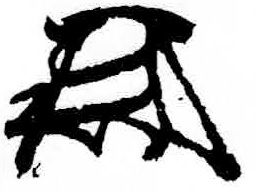
信長が最初に用いた伝統的な足利様の花押。

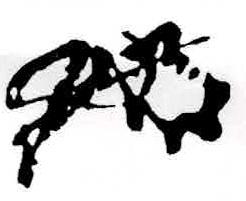
「信長」の字を倒置した形。天文21年以降に使用。

花押は、文書において自署の代用として使われる特殊な形状の記号・符号である。織田信長は自らの花押の形状をたびたび変更したことで有名であり、細かく分類すれば10種類以上の、大別すれば3種類の花押を使用した。
すなわち、初期に使用したものは伝統的な足利様の花押であり、この形式は父の織田信秀も使用していた。次に天文21年（1552年）から使用した花押は実名「信長」の字を裏返したものである。このときの花押変更の背景には、盗用や偽造を防ぐという実際的な目的があったと考えられている。
最後の3種類目の花押が「麟」の字の花押であるが、2012年時点で判明している限りでは、「麟」字型花押が使われた最初の史料は、永禄8年9月の信長の発給文書である。そして、同年の花押の一新は、盗用・偽造の防止といった従前の目的からではなく、政治理念の表明というまったく異なった理由によって行われたものであった。後述する通り、この「麟」の花押に込められた理念とは、平和社会の実現という信長の理想であると解釈されている。

「天下布武」の印章。永禄10年以降に「麟」の花押とともに使用。

やがて美濃攻略を達成した信長は、永禄10年（1567年）11月に「天下布武」の印章を使い始めた。「麟」字型の花押は「天下布武」印とともに使い続けられたが、同花押は相対的に重要性の高い文書に限定して使われるようになった。特に、信長が天正4年（1576年）に本拠を安土城へ移して以降は、発給文書のほとんどに「天下布武」の印章が捺された一方で、花押の使用は他の戦国大名や公家に宛てた特別な文書のみに限られた。

## 解釈

### 定説（佐藤進一の説）

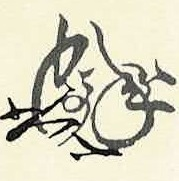
竹中重治の花押。「千年おゝとり」の意で、麒麟と並ぶ霊獣の「鳳凰」を表す。

もともと、この花押が何の文字にあたるのかは研究者の間でも不明であり、日本中世史研究者の佐藤進一も、初めて見たときはこの花押を解読することはできなかったという。しかし佐藤は、勝海舟（勝麟太郎）の花押「麟」と比較することで、この信長の花押も「麟」の字をもとにしたものである可能性に気づいた。
勝海舟の花押「麟」は、「麟」の字の草書体の下半分が左右に開いたものである。佐藤によれば、信長の花押「麟」は勝海舟の花押の形と比べてより記号化がなされたものであり、「鹿」の草書体での書き出しの部分と「米」の部分を省いている。
「麟」とは中国の伝説上の生物「麒麟」のうち雌を意味する字であるが、中世日本においても、「麒麟」は理想的な政治が行われている社会のみに出現するものだと信じられていた。そのため、信長が「麟」の花押を使用したことは、「至治の世、平和の代への願望」の表明であったと佐藤は解釈する。そして、断言はできないとしつつも、信長が平和社会の実現を自分自身の力で達成しようという理想が込められている可能性を指摘している。このような願望を伴った花押は信長一人だけが用いたものではなく、竹中半兵衛重治の晩年の花押「千年おゝとり」（鳳凰）も、同様に平和社会への願望が込められている。
この花押使用の契機は、少し前に起きた永禄の変であると考えられる。室町幕府将軍の足利義輝が謀反によって殺害されたこの事件の影響によって、信長は「麟」の字の花押を用い、またしばらくして「天下布武」の印章を用いるようになるのである。

### 異論
以上の佐藤進一の解釈は定説化したが、以下のような様々な異論もある。
柴辻俊六や山本浩樹は、そもそもこの花押が「麟」の字であるという見方自体に疑問を呈している。柴辻によれば、この花押が何を表しているかを考察することは完全に不可能である。一方、山本によれば、この花押は天文21年からの実名「信長」花押と類似しており、同花押のうち「長」の部分を倒置から正置へと変更したものとも解釈できる。
これらの見解とは異なり、花押が「麟」の字であることを前提としつつも、その意味の解釈に相違があるのが以下の2説である。

#### 石崎建治の説
石崎建治はこの花押が「麟」の字であることを認めつつも、伝統的な足利様の花押との連続性を指摘する。
石崎によれば、「麟」字型花押は、「瓦」字に類似する形状や上端部の横線などに見られるように、足利様花押の構造を踏襲したものだと考えられる。そして、最初に信長が用いた足利様花押だけでなく、足利義輝花押などの歴代足利将軍家の花押についても、「麟」字型花押との類似性が認められるという。
石崎はこの形状の類似を次のように解釈することができるかもしれないと述べている。すなわち、この花押は「麟」の字と足利様の融合といえる。そのため、室町幕府の政治構造に対して一定の範囲内で敬意を払いつつ、室町幕府を引き継ぐ形で「天下統一」を達成するという信長の意識がこの花押から読み取れる。

#### 高木叙子の説
また、佐藤進一は「麟」の花押について信長が「自らの力によって」平和社会を実現しようとしたものである可能性を指摘しているが、この「自らの力によって」という部分に異議を唱えたのが高木叙子である。伝説上、麒麟は聖人が現れた際に姿を見せる聖獣であるが、高木によれば、この聖人とは次期将軍候補の足利義昭（義輝の弟）のことを指すという。
この高木の解釈は次のようなものである。後年に生じた信長と義昭の対立、あるいは信長による覇権の確立といった結末から逆算して、この花押に全国統一の野望のような含意があったと解釈するのは妥当ではない。むしろ、信長がこの花押を使用し始めたのは、義昭から上洛支援の要請を受けた直後であるのだから、義昭こそが信長の「待望の聖君」であったと考えるべきである。そして、義昭を君主として推戴して室町幕府の政治に関わろうとした信長の意図をこの花押は示しているという。
近年では信長の印章「天下布武」にも全国統一のような意図はなかったと考えられている（→信長の政権構想）。このような研究の流れを受けて、足利義昭による理想社会の実現という上記の高木説について、金子拓も説得力のあるものだとして支持している。

### 注
1. 1 2 3  足利様の花押とは、足利将軍家の花押を模倣したもので、室町時代には武家の間で広く用いられた[6]。
2. ↑  石崎は、「麟」字型花押と徳川家康など所用の明朝体花押との連続性を指摘する茶道史研究（小田榮一『茶人の花押』河原書店、1991年。）を紹介している[15]。しかし、平行する上下2本の線という明朝体花押の特徴が認められないとして、石崎はこの説を否定している[7]。
3. ↑  横に長く、下向きにカーブするという「麟」字型花押の特徴については、16世紀に近江・美濃・越前で流行した花押の形状を取り入れたものであるとも理解できる[16]。